# Tebaida (Estaci)
Tebaida (en llatí: Thebais) és un poema èpic llatí de Papini Estaci, del segle I. Escrit en hexàmetres dactílics (9.748 versos), el metre estàndard de l'èpica grecollatina, tracta el mateix tema que Tebaida, una epopeia perduda del cicle tebà. Tebaida relata l'assalt dels set cabdills argives contra la ciutat de Tebes, des de la maledicció dirigida per Èdip als seus dos fills, Etèocles i Polinices, fins al duel fratricidi i els funerals.

## Gènesi de l'obra
Com s'indica al final del poema, Estaci va compondre la Tebaida en dotze anys sota el regnat de Domicià. Son pare l'hi va animar, que treballava com a grammaticus (professor de lletres) i ell mateix era orador i poeta: Estaci li expressa el seu agraïment sobre aquest tema en un poema de les seues Silves. El més probable és que Estaci fes lectures públiques de passatges del seu poema davant un públic d'estudiosos. Acabà aquesta obra l'any 95: ho sabem per les al·lusions que hi fa en Silves.
El tema de Tebaida no és nou: Estaci segueix la tradició d'alguns poemes èpics anteriors. El més antic és la Tebaida del cicle tebà, compost de quatre poemes grecs del període arcaic. El tema de la Guerra dels set cabdills contra Tebes havia estat tractat per molts altres poetes d'altres gèneres poètics, com ara Píndar, Baquílides i Cal·límac, i especialment la tragèdia d'Els set contra Tebes d'Èsquil i Les fenícies d'Eurípides. Sens dubte, Estaci també s'inspira en poemes èpics ara perduts, com la Tebaida d'Antímac de Claros. Tots aquests models mostren una varietat àmplia, i això deona a Estaci llibertat per inventar la seua versió dels fets de la guerra.
A més a més de les obres que han tractat directament temes iguals o semblants, Estaci està influenciat per alguns autors en l'estil, els gustos estètics i la manera d'estructurar el poema. Òbviament està influenciat per Homer, l'èpica del qual és el referent per excel·lència dels antics poetes grecs i llatins. Va escollir, però, explícitament l'Eneida de Virgili com a model per a aquesta obra. Entre els autors més propers a la seua època, estigué especialment influenciat per Ovidi, per les tragèdies de Sèneca i per l'èpica de Marc Anneu Lucà, la Farsàlia.

## Estructura
La Tebaida consta de dotze llibres. Els llibres I al IV relaten els orígens i els preparatius per a la guerra. Els llibres V i VI trenquen amb la història principal: Hipsípile narra el crim dels lemnos; el xiquet al seu càrrec, Ofeltes, és assassinat per una serp, i l'exèrcit d'Argos fa ritus fúnebres en honor seu. Els llibres VII a XI relaten la guerra, que culmina amb el duel d'Etèocles i Polinices en el llibre XI. El llibre XII relata els enfrontaments per la prohibició de Creont de donar honors fúnebres al cadàver de Polinices i la intervenció de Teseu, rei d'Atenes.

### Llibres I a IV: preparatius per a la guerra

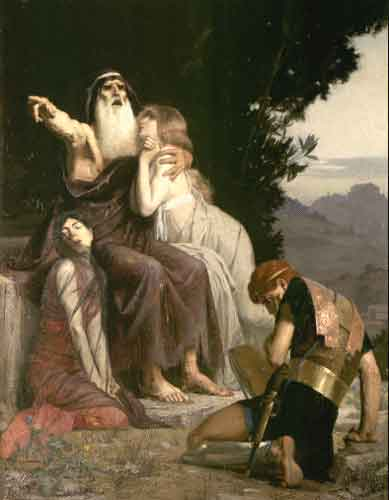
Marcel Baschet, Èdip maleeix Polinices, 1883

El llibre I, després d'un pròleg en què el poeta anuncia el seu tema, comença amb la maledicció que Èdip, antic rei de Tebes, llança als seus dos fills Etèocles i Polinices, nascuts de la seua unió incestuosa amb Jocasta. Èdip demana a Tisífone que el revenge. A Tebes, Etèocles i Polinices es disputen el tron i arriben a un acord per exercir el poder alternativament, durant un any cadascú. Etèocles roman al tron durant un any mentre Polinices s'exilia, però aquest està decidit a recuperar definitivament el poder a mesura que s'acabe l'any. Durant una assemblea dels déus a l'Olimp, Júpiter exposa el seu projecte: destruir dos llinatges heroics, els Perseides (descendents de Perseu) i la família reial de Tebes descendents de Cadme, perquè tots dos han augmentat els crims i la impietat. Júpiter ordena a Mercuri que trega Laios de l'Inframon com a presagi per a Etèocles. Aleshores, es relata el vagareig de Polinices a l'exili: arriba a Argos al palau del rei Adrast, davant del qual es troba amb l'heroi Tideu, també exiliat. Els dos herois discuteixen i arriben a les mans. La disputa compleix una profecia enviada per Apol·lo a Adrast, que reconcilia i acull els dos herois perquè, en virtut de la predicció, els ha de fer casar-se amb les seues dues filles, Argia i Deípile. Durant el banquet, Adrast relata una aventura d'Apol·lo que dona origen a les cerimònies religioses d'Argos.
El llibre II comença quan Mercuri torna l'ombra de Laios de l'Inframon i la deixa a Tebes. El fantasma adopta els trets de l'endeví Tirèsias i reviscola l'odi d'Etèocles cap a Polinices. Mentrestant, a Argos, Adrast explica a Polinices i Tideu la profecia rebuda i tots fan un pacte d'aliança que inclou el matrimoni doble. Acorden aliar-se amb Polinices per ajudar-lo a marxar contra Tebes i recuperar-ne el poder. Se celebra el matrimoni doble: Polinices es casa amb Argia, Tideu amb Deípile. Al temple d'Atena es produeix un miracle desfavorable. Després d'un nou consell al palau d'Adrast, Tideu és enviat a una ambaixada a Tebes, però la seua entrevista amb Etèocles fracassa. Els tebans envien cinquanta soldats per a matar a Tideu en una emboscada quan eixia de la ciutat, però l'heroi els massacra fins que Atena interromp la lluita. Tideu alça un trofeu en honor a la dea i li promet un temple quan torne de la guerra.
El llibre III comença amb el retorn a Tebes de Mèon, l'únic supervivent de l'emboscada contra Tideu, que explica el seu fracàs i després se suïcida, i se li denega el soterrament. Les famílies dels guerrers morts en l'emboscada cerquen els cadàvers i els ploren. Júpiter ordena a Mart que anime els argius a preparar-se per a la guerra. De camí cap a Argos, Mart és aturat per Venus, que li demana que faça perdedors els tebans. Mart promet fer-ho fins on ho permeten els judicis del destí. Mentrestant, a Argos, Tideu ha tornat i relata el fracàs de les negociacions. El rei Adrast consulta els endevins Amfiarau i Melampos, que només troben presagis desfavorables i dubten a respondre. Per tant, els argius es preparen per a la guerra. L'heroi Capaneu es burla d'Amfiarau, que intenta avisar els argius, però no és pas escoltat. A la nit, Argia, filla d'Adrast, va en secret al seu pare per defensar la causa de Polinices.
El llibre IV comença amb l'eixida de l'exèrcit argiu a la guerra. El poeta presenta les tropes, encapçalades pels set caps que marxen contra Tebes: Adrast, rei d'Argos; Polinices, fill d'Èdip, exiliat de Tebes; Tideu; Hipomedont; Capaneu; l'endeví Amfiarau; Partenopeu, rei d'Arcàdia. La guerrera Atalanta de Beòcia, mare de Partenopeu, tempta en va impedir l'eixida del seu fill. Mentrestant, a Tebes, els guerrers, informats de l'expedició argiva, preparen la seua defensa. Per ordre d'Etèocles, Tirèsias recorre a la nigromància per a conéixer la voluntat dels déus: l'endeví evoca les ombres de l'Inframon en un espectacle terrorífic. Els presagis són desfavorables per als argius. Les tropes argives avancen cap a Tebes. El déu Bacus, protector de Tebes, intenta retardar-los assecant tots els ullals d'aigua. Al cap d'un temps, l'exèrcit, a punt de morir de set, es troba amb Hipsípile, l'antiga princesa de Lemnos, que ajuda els argius assenyalant un riu. Hipsípile és la guardiana del xiquet Ofeltes, fill del rei Licurg, però ha de deixar el xiquet uns instants per ajudar els argius a trobar aigua.

### Llibres V i VI: Hipsípile i Ofeltes
En el llibre V, Hipsípile explica la seua història, el crim dels de Lemnos i la seua trobada amb Jàson l'argonauta. Mentrestant, Ofeltes mor per una serp.
En el llibre VI, l'exèrcit argiu organitza una cerimònia religiosa per a Ofeltes, en honor del qual s'estableix un culte heroic. Els jocs fúnebres es fan amb diversos esdeveniments esportius, inclosa una cursa de carros.

### Llibres VII a XII: la guerra
En el llibre VII, els argius, malgrat molts presagis contraris, arriben a Tebes i assetgen la ciutat. El poeta presenta ara els guerrers tebans. L'antiga reina de Tebes, Jocasta, acompanyada de les filles Antígona i Ismene, intenta negociar amb Polinices, però en va. Comença la lluita. L'endeví Amfiarau, d'acord amb el seu destí, és engolit per la terra amb el seu carro.
El llibre VIII descriu la continuació de la lluita davant Tebes. Els tebans organitzen una eixida. L'heroi Tideu és ferit mortalment per Melanip, però el mata i beu la sang del seu crani.
El llibre IX comença amb la desesperació de Polinices quan sap que Tideu és mort. Els tebans se n'apoderen del cadàver. Altres dos caps argius també moren en els combats: Hipomedont i Partenopeu.
En el llibre X, ve la nit. La dea Juno envia Hipnos per adormir els sentinelles tebans. Els argius ataquen i molts tebans són assassinats. L'endeví tebà Tirèsias profetitza que sols el sacrifici del fill de Creont, Meneceu, pot garantir la victòria de Tebes. Meneceu es mata voluntàriament. El llibre acaba amb les gestes i després la mort de Capaneu, que escala les muralles de Tebes i massacra els tebans fins que blasfema contra Júpiter, que el mata.
El llibre XI relata el duel fratricida entre Etèocles i Polinices, provocat per la Fúria Eumènides. Els dos fills d'Èdip es maten entre ells. En assabentar-se'n, Jocasta se suïcida. Creont exilia Èdip.
El llibre XII relata els fets referents als funerals dels guerrers morts. Creont prohibeix soterrar els morts de l'exèrcit argiu, inclòs Polinices. Desafiant el ban, Antígone, filla d'Èdip i germana de Polinices, ajudada per Argia, la seua vídua, intenta cremar l'heroi en el mateix foc que Etèocles. Creont els fa arrestar. Les dones d'Argos envien una ambaixada al rei d'Atenes, Teseu, per demanar-li que intervinga contra la impietat de Creont. Teseu arriba a Tebes, repta Creont a un duel i el mata. Els morts són soterrats i la pau s'hi restableix. L'èpica acaba amb un elogi d'Atenes.

## Recepció antiga
La Tebaida fou ben rebuda pel públic gràcies a les publicacions parcials que feu Estaci abans d'acabar el poema: en els darrers versos, Estaci al·ludeix al fet que el seu text ja s'estudia a les escoles. Juvenal, en la seua Sàtira 7, es refereix al seu èxit. Va viure un període d'oblit temporal durant el Baix Imperi romà. Uns segles després de la publicació de l'epopeia, Lactantius Placidus, un autor del qual el període exacte de vida és poc conegut, en algun moment del segle V o VI, va escriure un comentari sobre la Tebaida. El comentari de Super Tebaida atribuït a Fabi Plancíades Fulgenci el Mitògraf (autor misteriós durant molt de temps confós amb el bisbe Fulgenci de Ruspe) es considera que data del segle XII.

## La posteritat després de l'Antiguitat
La Tebaida va tenir un èxit durador a l'edat mitjana i al Renaixement. L'èxit durant l'edat mitjana se'n desprén del gran nombre de manuscrits que preservaren el text: més d'un centenar, el més antic del s. IX o X.
Poc després del 1155, una de les primeres novel·les medievals franceses, Le Roman de Thèbes, és una adaptació lliure en vers de l'èpica d'Estaci. Dante posa en escena a Estaci en la seua Comèdia, en què el poeta, detingut al purgatori, coneix Virgili (que és el guia de Dante a l'infern i al purgatori) i li mostra la seua admiració.
L'epopeia és molt apreciada per autors com ara Malherbe i Corneille. La Tebaida va exercir així una clara influència sobre els poetes fins al segle XVII. La seua popularitat es va esvair llavors, i al segle XIX cau en desgràcia, se la considera l'obra d'un poeta decadent, un simple imitador desproveït de talent. Després, gràcies a nous estudis acadèmics, a poc a poc fou redescoberta a la fi del segle xx.